# Brigadýrka

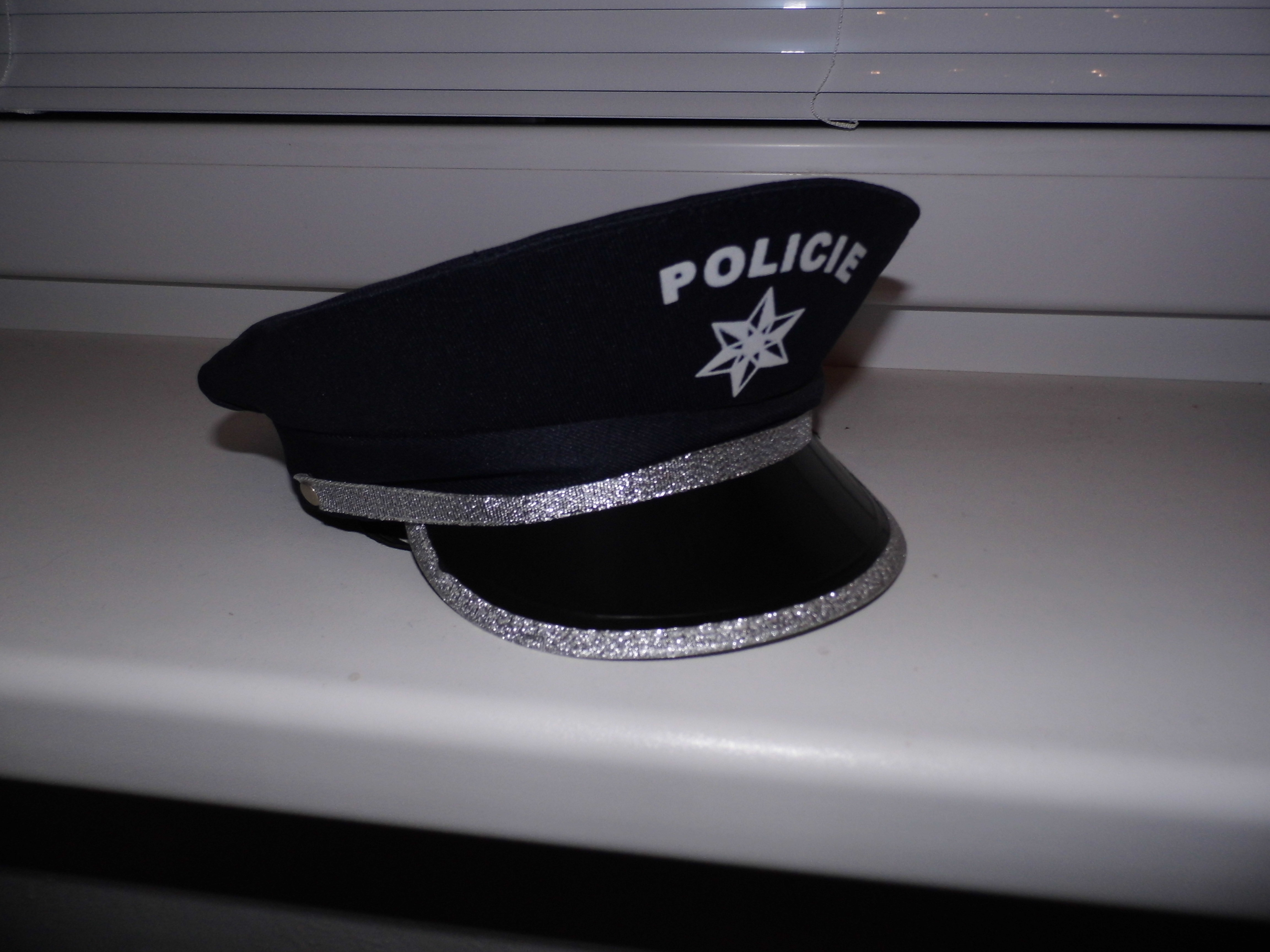
Dětská policejní brigadýrka

Brigadýrka je pokrývka hlavy se štítkem, umístěným na čelní straně této čepice. Jedná se nejčastěji o pracovní důstojnickou čepici pracovníků státních struktur Ministerstva obrany a vnitra, proto dost často bývá nad štítkem umístěn rozlišující symbol či znak konkrétních ozbrojených sil. Brigadýrku však převzaly i soukromé bezpečnostní agentury. Obyčejnější brigadýrky mají i jiné tvary koruny, než jen oválné: Bývají dnes také osmi- nebo dvanáctiúhelníkové.